# Pfarrkirche Guntramsdorf

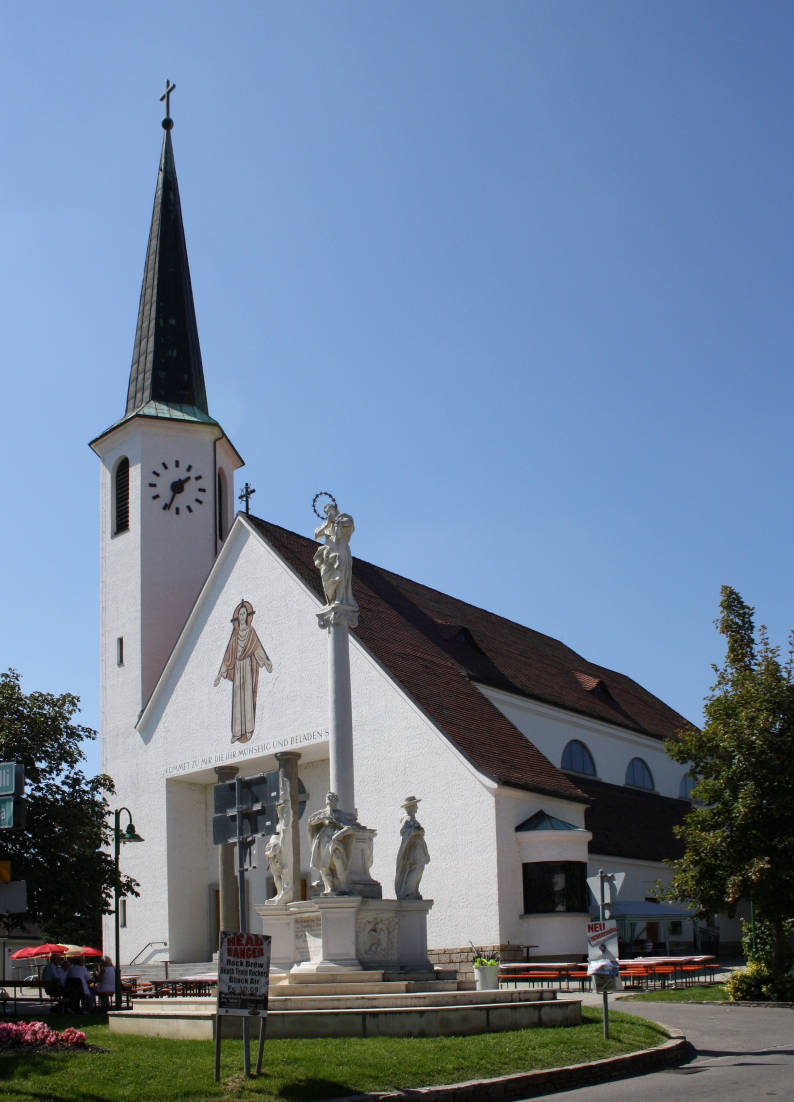
Pfarrkirche Hl. Jakobus

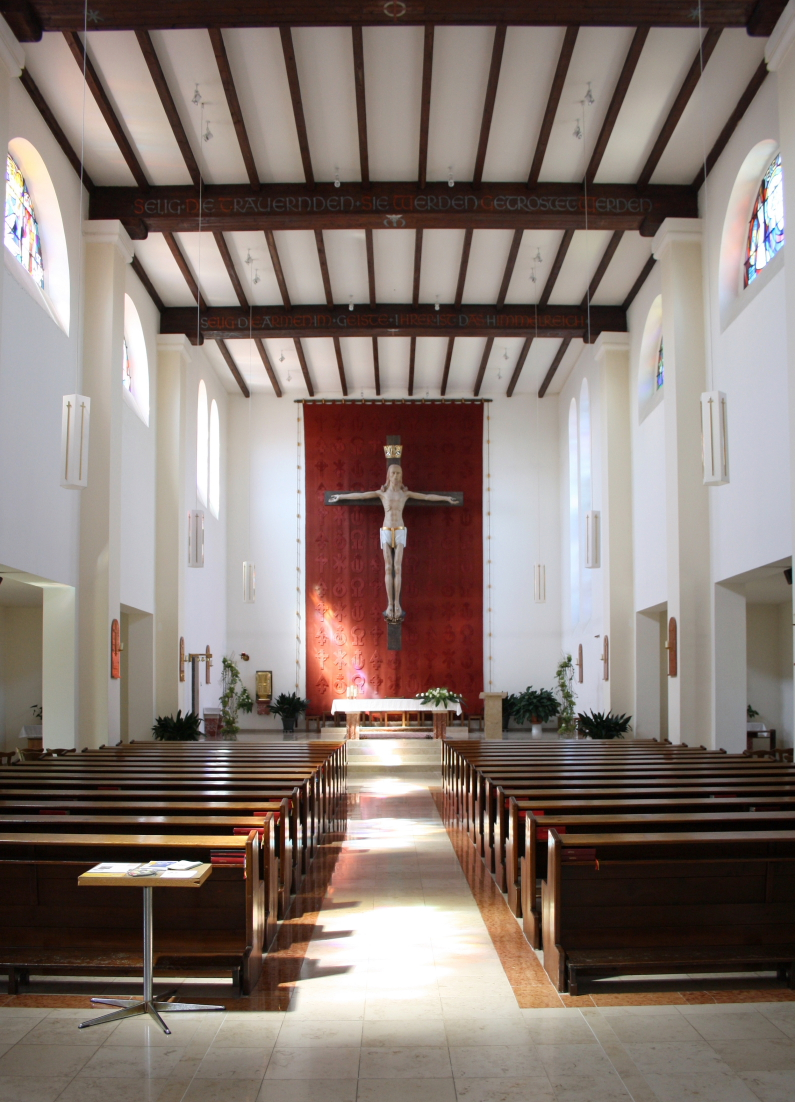
Innenansicht der Pfarrkirche

Die römisch-katholische Pfarrkirche Guntramsdorf steht in der Gemeinde Guntramsdorf im Bezirk Mödling in Niederösterreich. Sie ist dem heiligen Jakobus der Ältere unterstellt und gehört zum Dekanat Mödling im Vikariat Unter dem Wienerwald der Erzdiözese Wien. Das Bauwerk steht unter Denkmalschutz (Listeneintrag).

## Geschichte
Mit dem Jahre 1232 ist eine Pfarre in Guntramsdorf bekannt. Von 1690 bis 1715 stand die Pfarre im Besitz des Stiftes Reichersberg in Oberösterreich.

## Jakobuskirche
Im Zweiten Weltkrieg wurde die Vorgängerkirche durch einen Bombenangriff am 24. Mai 1944 völlig zerstört. In den Jahren 1949 bis 1952 wurde nach den Plänen von Architekt Josef Vytiska eine Kirche mit einem breiten hohen Langhaus, einem mächtigen Satteldach und der Kirchturm errichtet. Die Hauptportalfassade mit Dreiecksgiebel und Säulen zeigt ein Sgraffito Christkönig von Karl Hauk, der auch umfangreichen Glasmalereien, Mosaike und den Kreuzweg gestaltet hat. Die dreischiffige Basilika hat ein breites Mittelschiff mit Holzbalkendecke auf Betonpfeilern mit einer stützenfreien Orgelempore. Beim Hochaltar ist ein großes Kruzifix von Gustav Resatz. Es ist das größte Kreuz Österreichs in einem Innenraum.
Die Orgel aus 1962 mit 17 Registern wurde von Orgelbau M. Walcker-Mayer gebaut.
Von 1990 bis 2020 war GR Josef Wilk Pfarrer. Seit September 2020 bildet die Pfarre Guntramsdorf – St. Jakobus, gemeinsam mit den Pfarren Guntramsdorf – St. Josef, Gumpoldskirchen – St. Michael sowie Münchendorf – St. Leonhard, den Pfarrverband Anningerblick. Ihm steht als Pfarrmoderator Hudson Lima Duarte vor.